# Conleto
San Conleto (Conláed en irlandés; también Conlaeth; Conlaid; Conlaith; Conlath; Conlian) fue un eremita irlandés y herrero, también fue copista e iluminador de manuscritos. Se cree que vino del área de Wicklow.
Mientras vivía en reclusión en Old Connell cerca del río Liffey en lo que hoy es Newbridge fue persuadido por Santa Brígida para actuar como sacerdote de su comunidad monástica en Kildare que se convirtió en la primera diócesis de Irlanda, al ser nombrado Obispo de Kildare. alrededor de 490. Cogitus, en la biografía de Brígida, le llama "obispo y abad de los monjes de Kildare". Conleth murió al ser atacado por los lobos en los bosques de Leinster en peregrinación a Roma el 4 de mayo de 519 y fue enterrado cerca. En 799 sus reliquias fueron transportadas y las pusieron al lado de las de Brígida en la gran catedral en Kildare. Sus reliquias se colocaron finalmente en Connell en 835.
San Conleto es el santo patrón de la parroquia de San Conleto, que incluye Newbridge y sus alrededores.